# Pictodentalium festivum
Pictodentalium festivum is een Scaphopodasoort uit de familie van de Dentaliidae. De wetenschappelijke naam van de soort is voor het eerst geldig gepubliceerd in 1914 door Sowerby.